# God Seed
God Seed es una banda noruega de black metal formada en Bergen, Noruega. El nombre actual fue puesto después de que Gaahl y King ov Hell tuvieran problemas legales con el nombre Gorgoroth, el cual también era usado por el guitarrista Infernus y que acabó quedándoselo al ganar la disputa judicial por ser el miembro fundador del grupo. 
Tras la decisión de Gaahl de retirarse del metal, King ov Hell anunció la separación de God Seed para comenzar un nuevo proyecto, Ov Hell.

## Historia
La creación de la banda se remonta a los últimos años de los dos en Gorgoroth cuando intentaron expulsar al miembro fundador Infernus. Gaahl y King se habían unido a Gorgoroth en 1998 y 1999 respectivamente, tocando en los álbumes Incipit Satan (2000), Twilight of the Idols (2003), y Ad Majorem Sathanas Gloriam (2006). Los dos músicos escribieron la mayor parte de Twilight of the Idols y todo el Ad Majorem Sathanas Gloriam. Gaahl también cantó en la canción título del álbum Destroyer (1998).
Tras la conclusión de la controversia Gorgoroth en marzo de 2009, cuando el tribunal reconoció como legítimo propietario del nombre de la banda a Infernus, Gaahl y King ov Hell tomaron el nombre God Seed de una canción de Gorgoroth.
Mientras usaban el nombre Gorgoroth durante el conflicto, Gaahl y King comenzaron a preparar un nuevo disco que sería publicado bajo su nuevo nombre. Inicialmente, se esperó que dicho álbum fuera lanzado a finales de 2009, con los guitarristas Ice Dale Teloch y el batería Frost como músicos de sesión. Previo a ello, firmaron un contrato con el sello local Indie Recordings.
En marzo de 2009, King declaró en una entrevista que Gaahl había pasado un tiempo en España durante el invierno de 2008-2009 trabajando en las letras y los arreglos vocales para el álbum debut de God Seed. Sin embargo en una entrevista con King (después de que Gaahl volviera de España) dijo lo siguiente:
Hemos grabado todo en el estudio y estamos esperando por Gaahl para añadir sus voces. Por lo tanto, sólo nos falta la voz y la mezcla final para que este todo hecho. A veces es una pesadilla trabajar con él en el estudio. Si él no está en un buen estado de ánimo o no encuentra las palabras correctas, no tenemos nada hecho. Tenemos que esperar hasta que Gaahl escriba sus letras para elegir el título para el álbum. Cuando todo el concepto de este álbum se hace lírica decidimos que título vamos a utilizar.
God Seed tocó en los festivales de  Hellfest Summer Open Air y  With Full Force en el verano de 2009.
Gaahl anunció su retirada del género del metal y por tanto su salida de God Seed. La banda se separó tras la marcha del vocalista y King fundó Ov Hell.
Casi tres años después de la disolución de God Speed, Gaahl y King se reunieron en enero de 2012 para lanzar su CD/ DVD Live at Wacken, grabado durante una actuación en vivo en ese festival alemán en 2008. La banda fue reformada en su totalidad y comenzaron a grabar su primer álbum de estudio, denominado I Begin, lanzado el 25 de octubre de ese año bajo la etiqueta Indie Recordings.

## Discografía
- Live at Wacken (2012) - álbum en vivo grabado en 2008
- I Begin (2012)

## Videografía
- Live at Wacken (2012)

## Miembros
- King ov Hell - bajo (2009, 2012 - actualidad)
- Gaahl - voz (2009, 2012 - actualidad)
- Sir - guitarra (2009, 2012 - actualidad)
- Kenneth Kapstad - batería (2012 - actualidad)
- Geir Bratland - teclado (2012 - actualidad)
- Lust Kilman - guitarra (2012 - actualidad)

### Miembros de sesión
- Teloch - guitarra en vivo y en estudio (2009)
- Garghuf - batería en vivo (2009)
- Ice Dale - guitarra en vivo y en estudio (2009)
- Frost - batería en estudio (2009)